# If I Could Do It All Over Again, I'd Do It All Over You
If I Could Do It All Over Again, I'd Do It All Over You är ett studioalbum av den brittiska musikgruppen Caravan som lanserades 1970. Det var gruppens andra album, och släpptes på Decca Records, då Verve Records, gruppens förra skivbolag som gav ut deras debutalbum Caravan, hade stängt ned sin pop- och rockavdelning. Albumets titelspår släpptes även som singel. Liksom gruppens debutalbum lyckades albumet inte nå listplacering i varken Europa eller USA.

## Låtlista
Sida 1
1. "If I Could Do It All Over Again, I'd Do It All Over You" – 3:07
2. "And I Wish I Were Stoned / Don't Worry" – 8:20
3. "As I Feel I Die" – 5:06
4. "With an Ear to the Ground You Can Make It / Martinian / Only Cox / Reprise" – 9:54

Sida 3
1. "Hello Hello" – 3:45
2. "Asforteri 25" – 1:21
3. "Can't Be Long Now / Françoise / For Richard / Warlock" – 14:21
4. "Limits" – 1:35

- Alla låtar skrivna av Richard Coughlan, Pye Hastings, Richard Sinclair och Dave Sinclair.

## Medverkande
Caravan
- Pye Hastings – sång, elektrisk gitarr, 12-strängad elektrisk gitarr, akustisk gitarr, claves, percussion
- Richard Sinclair – sång, basgitarr, tamburin, häcksax
- David Sinclair – orgel, piano, cembalo
- Richard Coughlan – trummor, congas, bongotrummor, maracas, fingercymbaler

Bidragande musiker
- Jimmy Hastings – saxofon, flöjt

Produktion
- Terry King, Caravan – musikproducent
- Robin Sylvester – ljudtekniker
- David Jupe – omslagskonst, foto
- Richard Bennett Zeff – foto